# Parodia ayopayana
Parodia ayopayana är en kaktusväxtart som beskrevs av Martín Cárdenas Hermosa. Parodia ayopayana ingår i släktet Parodia och familjen kaktusväxter. Inga underarter finns listade i Catalogue of Life.

## Bildgalleri

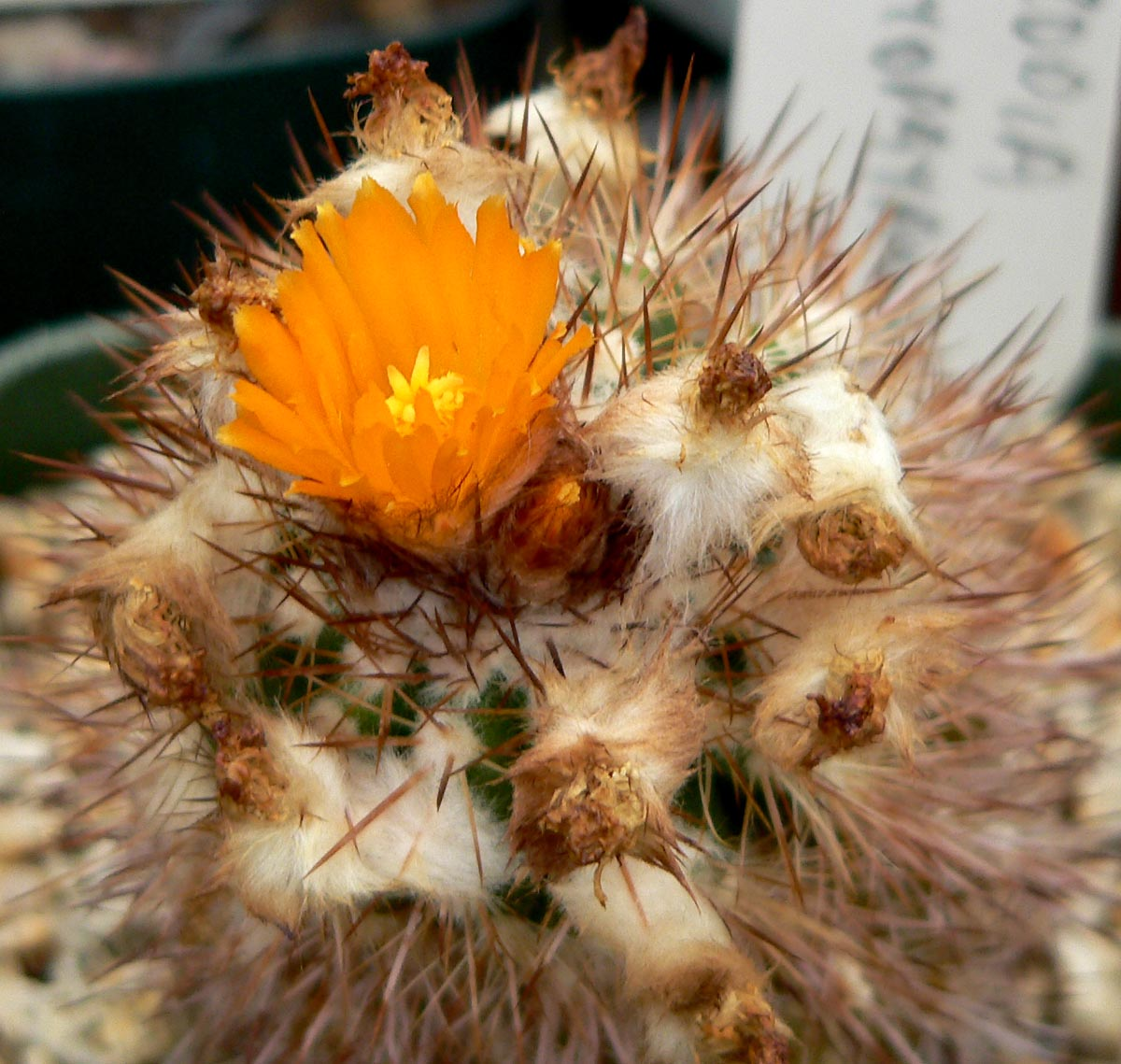
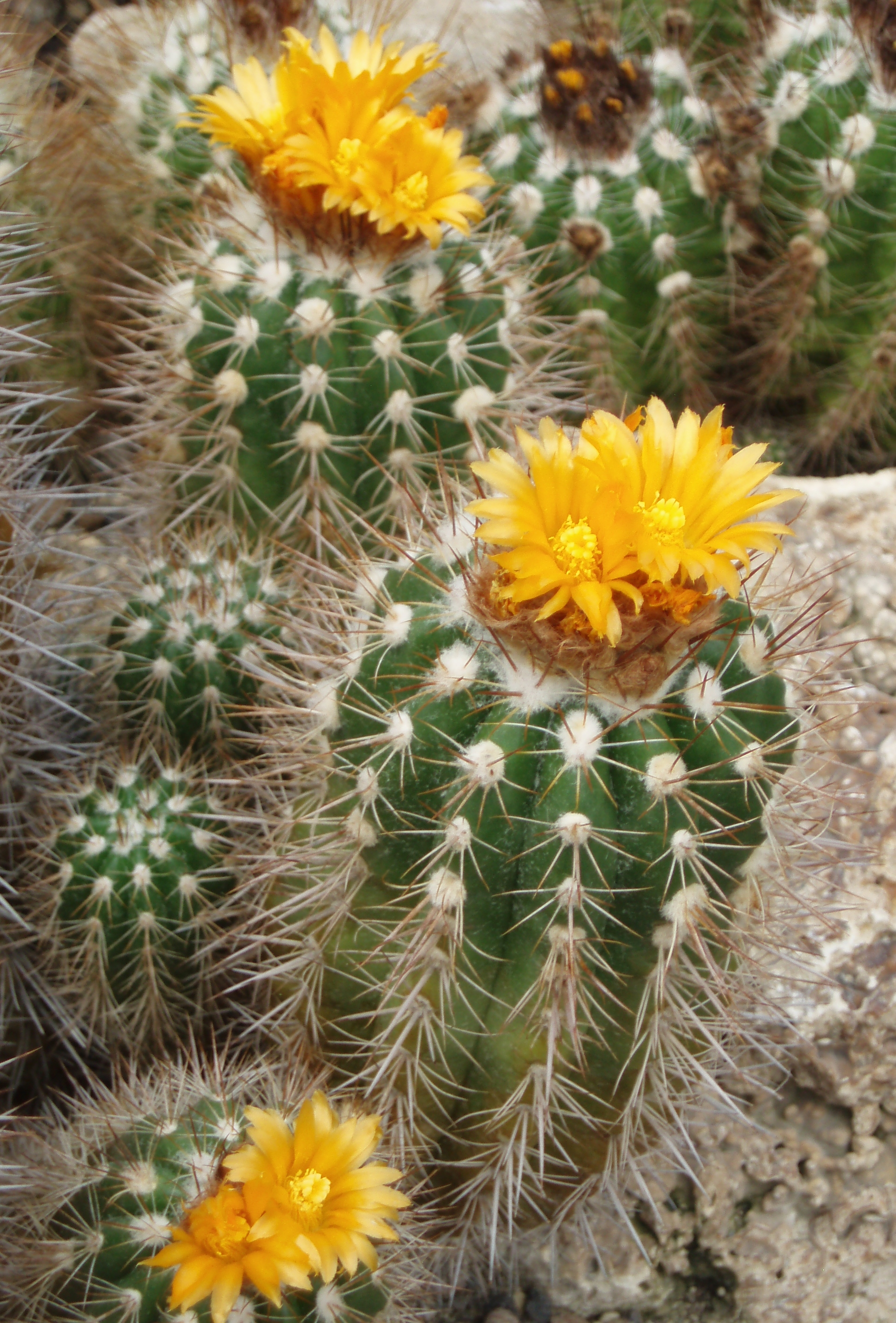
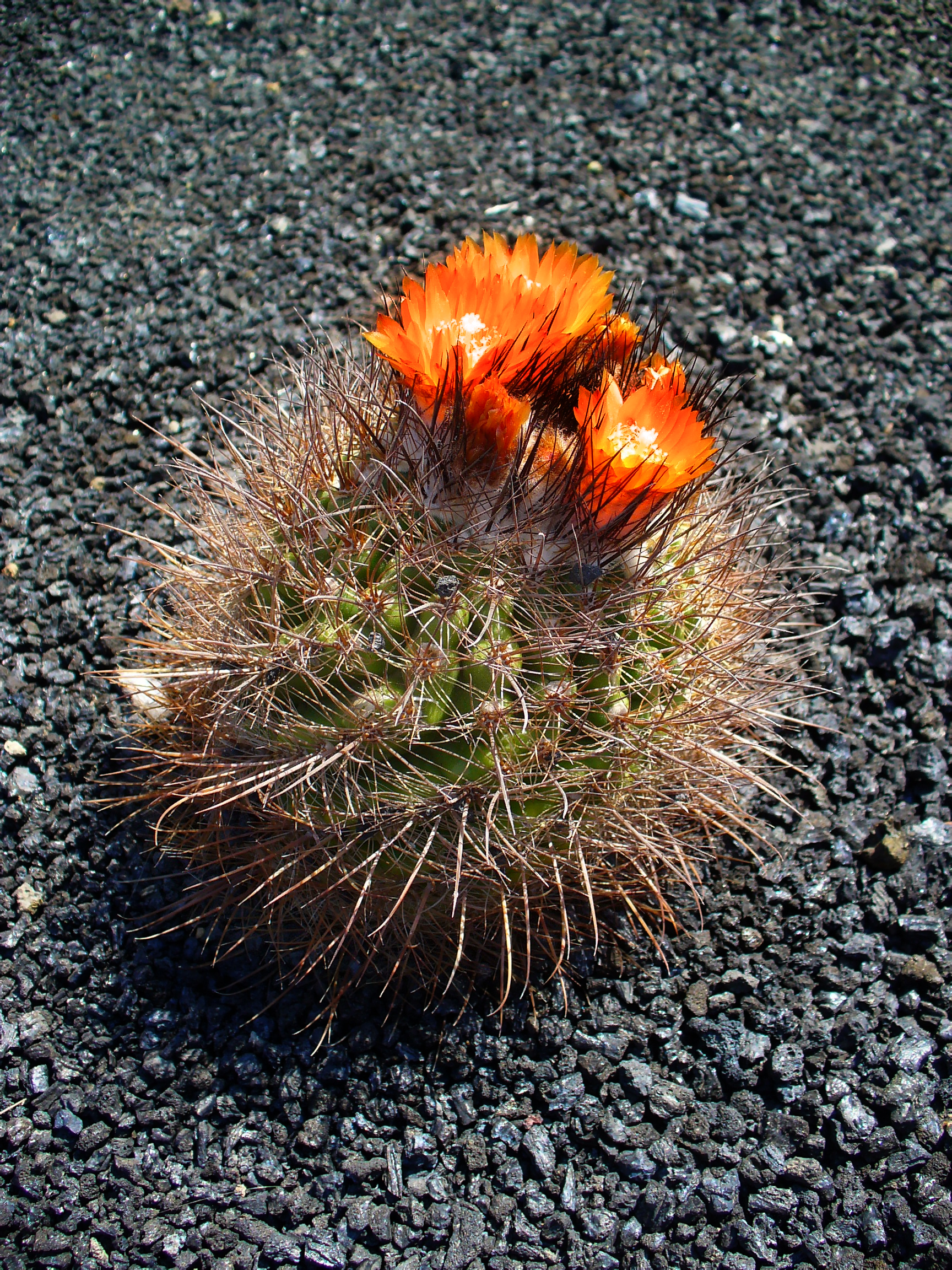
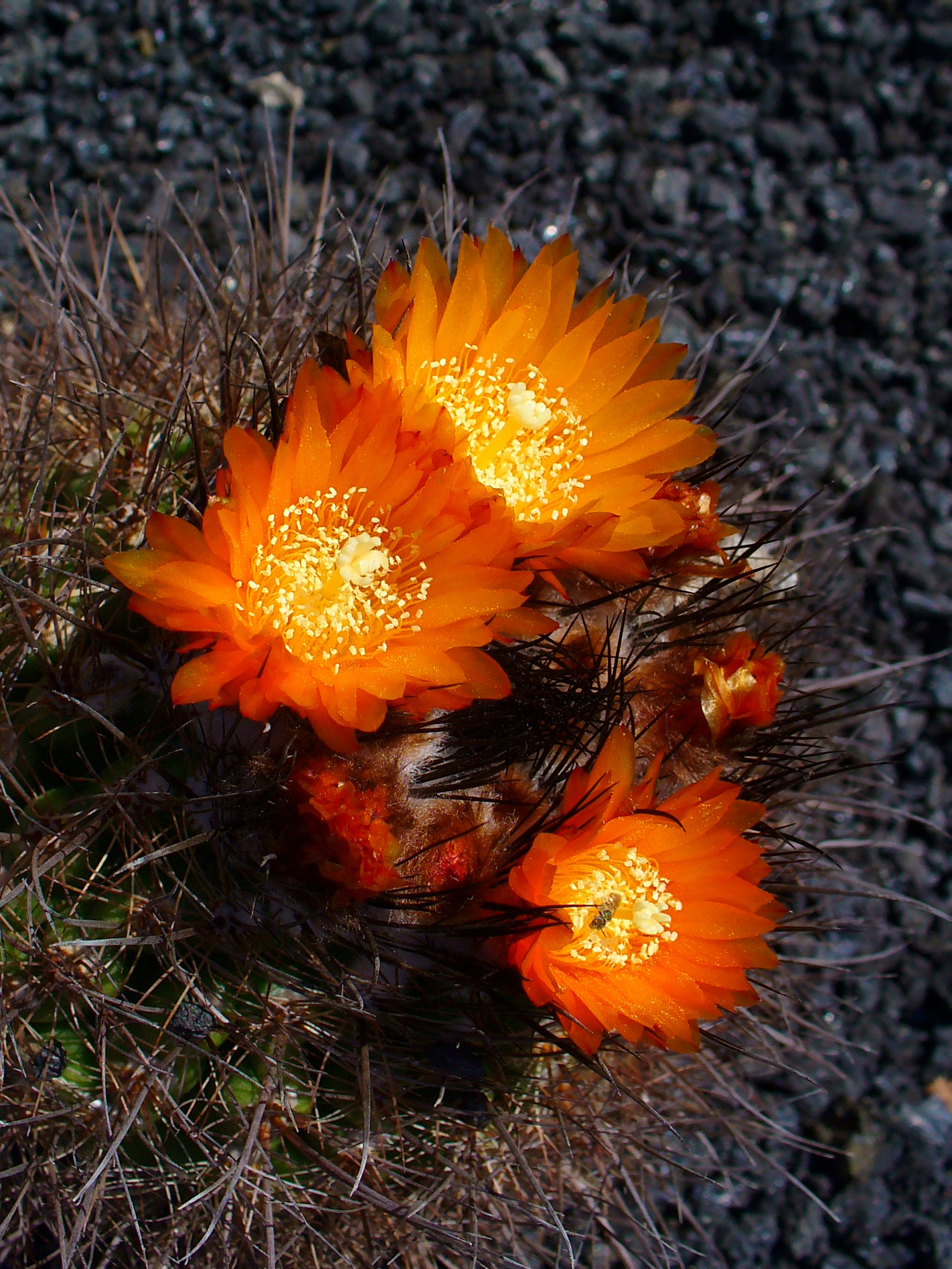
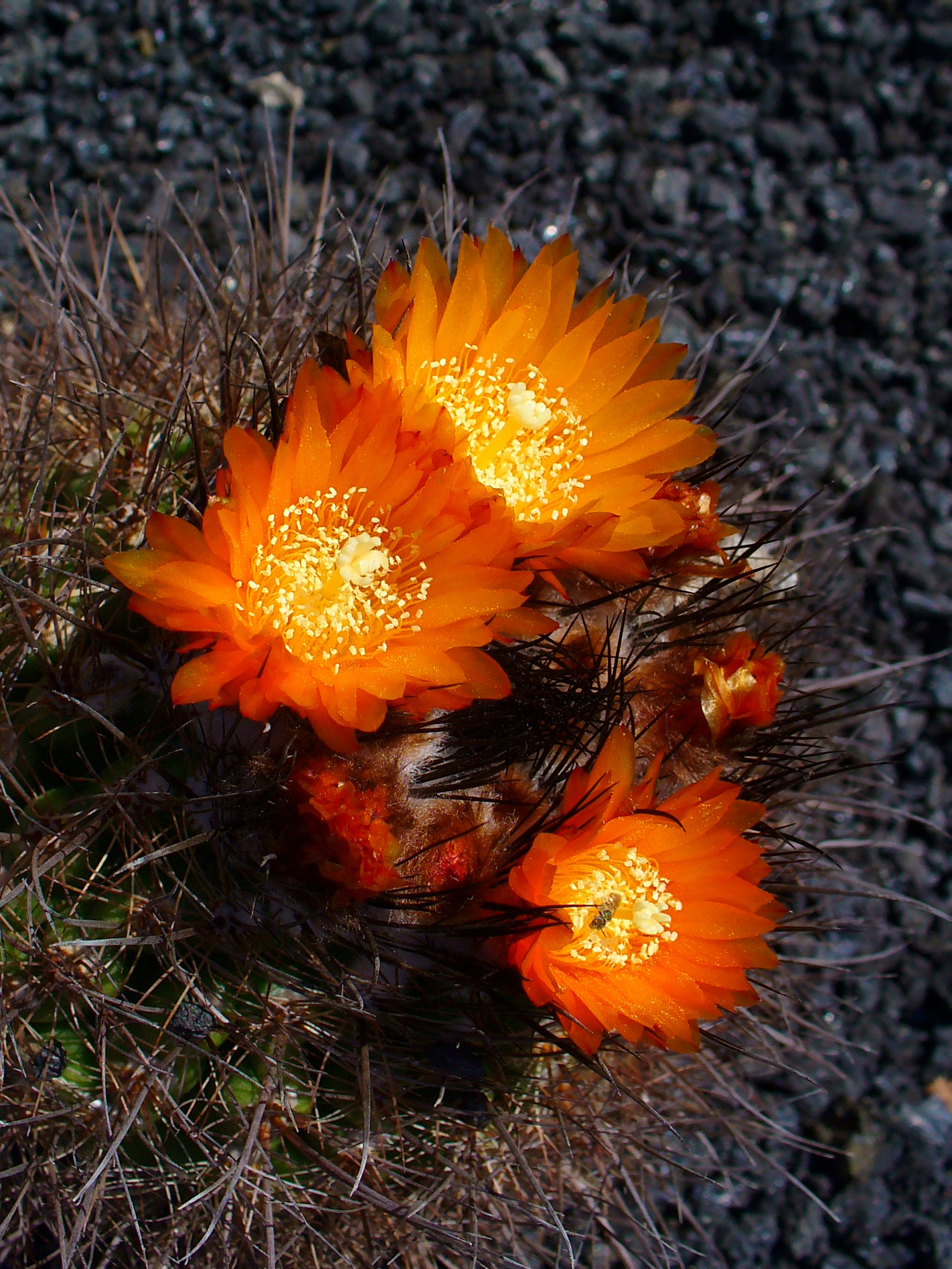
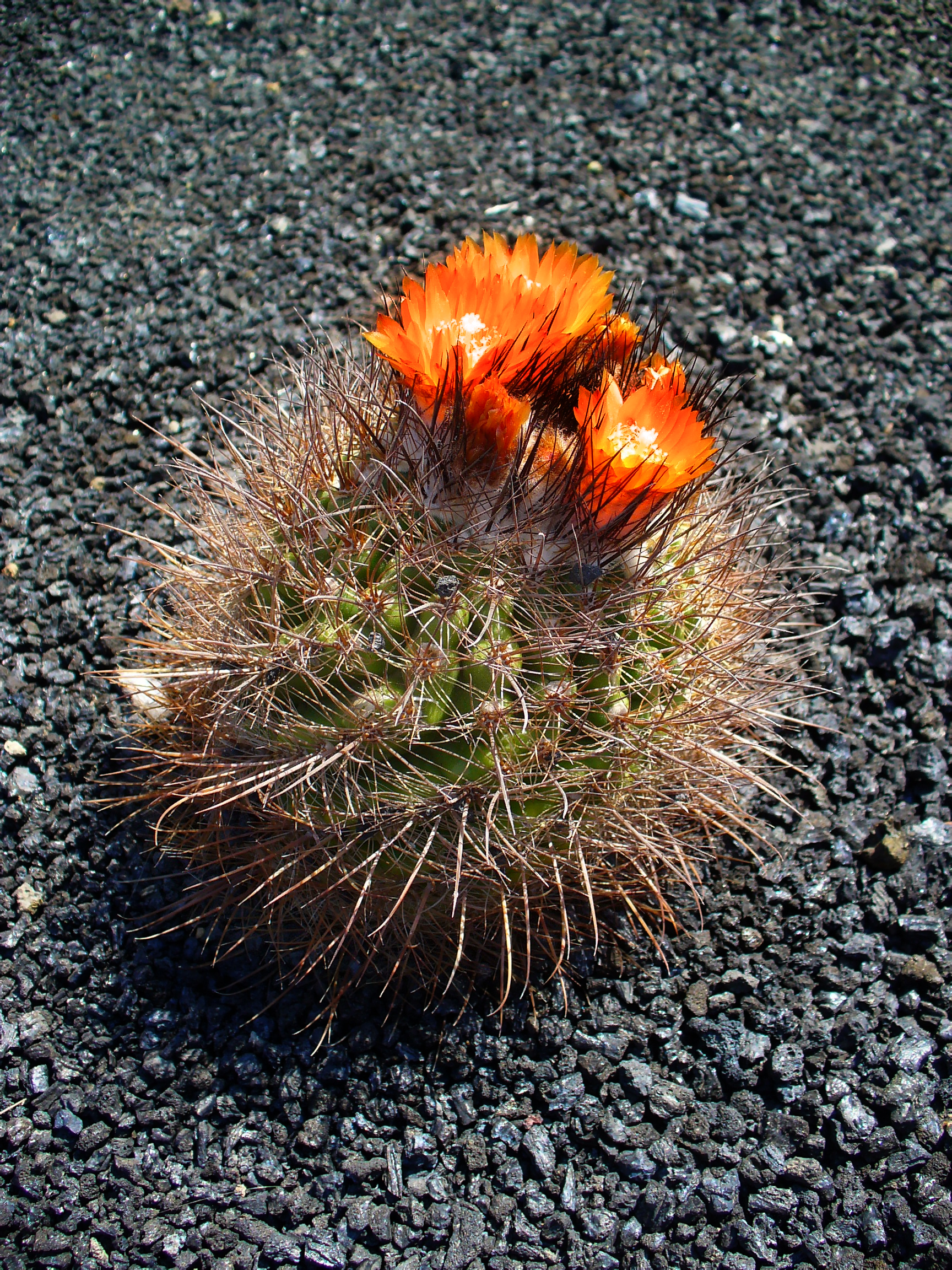